# Varga Norbert (néprajzkutató)
Varga Norbert (Fülekpüspöki, 1968. szeptember 23. –) közművelődési szakember, folklórkutató, a szlovákiai folklórmozgalom kiemelkedő alakja.

## Élete
Füleken végezte általános és középiskolai tanulmányait, majd Selmecbányán és Losoncon tanult tovább. A nyitrai Konstantin Filozófus Egyetem Szociológiai Karán szerzett diplomát. 2019-től a Nyitrai Konstantin Filozófus Egyetem Közép-európai Tanulmányok Karán megvalósuló Néphagyomány az oktatásban című kurzus szakmai vezetője.
Az 1990-es évek közepétől aktív részese a hazai folklórmozgalomnak. Folklór jellegű rendezvények szervezésében vállal szerepet. A Füleki Városi Művelődési Központ, a Hagyományok Háza Hálózat – Szlovákia és a Szlovákiai Magyar Művelődési Intézet munkatársa. Az 1995-ben alakult Rakonca Néptáncegyüttes alapítója és művészeti vezetője, számos koreográfia, önálló műsor alkotója.
Fő kutatási területe a szlovákiai magyar néprajzi tájak prózai népköltészete. Több néprajzi témájú dokumentumfilm elkészítésében is részt vett: Határtalan Palócország (2002), Boszorkányos Palócország (2004), Pásztorok ösvényein (2012), A mucsényi mesemondó.
Gyűjtője és szerkesztője az Élő Népköltészet című DVD-kiadványsorozatnak, az Ipolyi Arnold Népmesemondó Verseny ötletgazdája és szakmai rendezője. A Szlovákiai Magyar Szövegfolklór Archívum létrehozója és szakmai felelőse. A Jópalócok Regionális Népművészeti Egyesület és az Élő Hagyomány Polgári Társulás vezetőségi tagja, a Rakonca Egyesület elnöke, a Meseszó Egyesület tiszteletbeli tagja, valamint a Táncfórum – Szlovákiai Magyar Néptáncosok Szakmai Egyesületének volt elnökségi tagja.

## Elismerései
- Nógrád Közművelődéséért díj
- Fülek Város Polgármesterének Díja
- Fülek Város Díja
- 2022 Csemadok Közművelődési Díja

## Művei
- 2018 Ortutay Gyula zoborvidéki folklórgyűjtése. Budapest (tsz. Magyar Zoltán)